# Украинская хозяйственная академия
Украї́нська господа́рська акаде́мія (УГА) — украинская высшая техническая школа в Подебрадах (Чехословакия), основана в 1922 году Украинским народным комитетом в Чехословакии, в Праге, во главе с Н. Шаповалом при финансовой помощи министерства иностранных дел Чехословакии.
Начальный устав УГА с трёхлетним планом обучения, утверждённый 16.05.1922 министерством земледелия в  Чехословацкой республике, 23.05.1925 был изменен профессорским Советом УГА. Согласно новому уставу, Академия дальше существовала как высокая школа с четырёхлетним планом обучения в составе трёх факультетов:
- агро-лесного (отделы — агрономический и лесной);
- инженерного (отделы — химико-технологический и гидротехнический)
- экономико-кооперативный (отделы — экономический с многочисленными подотделами, кооперативный и статистический).

По окончании академии выпускники получали звание инженера.
Всего было принято в УГА 786 студентов (в 1926-27 гг. — 613), из которых закончило обучение со званием инженера 569 человек (большинство из них позже работало по своей специальности на западных украинских землях): агрономов — 125, лесников — 92, химиков-технологов — 58, гидротехников и экономистов-кооператоров — 167; в 1926-27 гг большинство из них имело стипендии от чехословацкого правительства. Кроме украинских (до 1926-27 гг. почти исключительно из украинской эмиграции), училось в УГА небольшое количество студентов других национальностей, главным образом белорусов. Студенты были организованы в Украинской академической общине и Общине студентов УГА.
Своей организацией УГА полностью соответствовала чешским высоким школам этого типа с той разницей, что кроме профессиональных предметов были введены также украиноведческие науки. При УГА действовал ряд учреждений: фундаментальная библиотека (30 000 томов рофессиональной литературы), 33 кабинета, 14 лабораторий, ряд ферм, лесной питомник, метеорологическая станция и два учебных кооператива. Большинство из этих учреждений находилось в старинном замке чешского короля Юрия Подебрадского (1420-71).
В течение первых десяти лет в УГА работали 118 педагогов (92 украинских и 26 чехов). Многие из профессоров были выдающимися учёными, среди них:
- агрономы В. Доманицкий, В. Чередиев, лесник Б. Иваницкий;
- экономисты — А. Мицюк, В. Садовский, В. Тимошенко; кооператоры — С. Бородаевский, Б. Мартос, статистик — Ф. Щербина;
- юристы — Л. Быч, С. Днистрянский, О. Эйхельман, социолог О.-И. Бочковский, Виктор Сапицкий.
- техники-химики — Н. Викул, С. Комарецкий, Е. Голицынский;
- геодезисты Л. Грабина, Л. Флоров и др..
- Шиянов Григорий — юрист и общественный деятель, директор канцелярии Украинской хозяйственной академии в Подебрадах, в которой преподавал право.

Доцентом академии был экономист Спиридон Никитович Довгаль, подполковник армии УНР, позже глава правительства УНР в изгнании (1954, 1969-72), председатель Украинского Национального Совета (1966-67, 1972-75).
УГА и её профессура участвовали в международной научной жизни (конгрессы, публикации и т. д.). Немало было научно-издательской деятельности авторства УГА и её профессуры. За время существования УГА они опубликовали 698 научных публикаций, в том числе 229 книг (преимущественно учебники для студентов), в том числе ряд первых технических справочников для высших школ на украинском языке (только 37 выпущено в свет, другие преимущественно литографическим способом). Большое значение имело развитие украинской технической номенклатуры (среди прочего лесническая терминологическая комиссия издала немецко-украинский «Лесотехнический словарь»). При УГА на протяжении её существования действовало 50 организаций, среди них 9 научно-профессиональных и профессиональных.
Ректорами УГА были: Иван Шовгениев (1922—1925 и 1926—1927), Борис Иваницкий (1925—1926 и 1928—1935), Сергей Тимошенко (1927—1928).
УГА содержало правительство Чехословакии (бюджет на 1927 — 2,8 млн чехословацких крон, на 1931 г. — 1,6 млн.), а подчинялась она двум чехословацким министерствам: министерству земледелия (касательно обучения) и до 1928 Министерству иностранных дел (касательно административно-хозяйственных дел).
Дотации от чешских властей для УГА (как и для Украинского свободного университета), постепенно уменьшались, а в 1928 Министерство земледелия запретило принимать новых слушателей и приказало осуществить постепенную ликвидацию УГА, которая была закончена в 1935. Для спасения УГА в 1931 г. в Праге было создано Общество сторонников УГА (председатель — профессор Б. Матюшенко), но когда оказалось, что оно не может собрать необходимые фонды, общество направило свою энергию на заочный Технико-Хозяйственный институт при УГА , основанный еще 1932. Он в своей основе сохранял структуру и программу Академии, но вместо аудиторного перешел на заочное обучение. Его владельцем стала Союз профессоров УГА со вспомогательным опекуном — Обществом сторонников УГА.